# 김일국
김일국(생년 미상 ~ )은 조선민주주의인민공화국의 정치인이다. 내각 체육상 겸 조선로동당 중앙위원회 정치국 후보위원이다. 조선민주주의인민공화국 올림픽 위원회 위원장이다.

## 경력
국가체육지도위원회 서기장과 내각 체육성 부상을 거쳐 2016년 12월 리종무 후임으로 체육상에 임명되었다. 2016년 5월, 조선로동당 제7차 대회에서 조선로동당 중앙위원회 후보위원으로 선출되었다.